# 媒人帮
《媒人幫》是一部由Ntv7獨家拍攝的賀歲電視電影，由辛伟廉、蔡佩璇、蔡河立、楊雁雁、謝佳見、林静苗及Ntv7全體藝人主演。池家慶執導，並由陳炳豐監製。續集《哈比全家福》。
故事描述六個無知的小孩站在月老廟，在玫婆引導下結拜，立志長大要成為媒公媒婆，並發誓撮合天下有情人。若不在30歲之前覆行承諾，終身不娶不嫁、孤獨終老。若他日失散，可憑信物媒人扇作為記號。此電影於2010年11月開拍，於2011年新年檔期推出，获得高收视。

## 外部連結
- 官方Facebook專頁